# 33 найкращі футболісти України
33 найкращі футболісти України за версією газети «Команда». Визначення найкращих за підсумками року проводиться з 1999 року. Список являє собою три символічних склади футболістів (№ 1, № 2 и № 3), розподілених по позиціях гравців на полі.
Федерація футболу СРСР з року в рік оголошувала списки 33-х найкращих футболістів СРСР. Ця традиція не отримала належного продовження у чиновників українського футболу. За підсумками чемпіонатів України 1992/1993, 1996/1997 і 1997/1998 років ФФУ виносила на обговорення ці списки, але не відомо чи вони були офіційно обнародувані.
В кінці 1999 року газета «Команда» вирішила взяти ініціативу в свої руки і продовжити цю стару радянську традицію для українських гравців трохи змінивши формат. Якщо до радянських списків відносились виключно гравці радянської вищої ліги, то списки гравців газети «Команда» скомбіновані за принципом найкращого українського виконавця певної ролі (свого амплуа) незалежно від країни, в якій він грає. В свої списки «Команда» включає тільки українських гравців, які грають на вищому рівні.

## 1999
| Позиція                  | № 1                   | № 1                | № 2              | № 2       | № 3                   | № 3                 |
| Позиція                  | Футболіст             | Клуб               | Футболіст        | Клуб      | Футболіст             | Клуб                |
| ------------------------ | --------------------- | ------------------ | ---------------- | --------- | --------------------- | ------------------- |
| Воротар                  | Шовковський Олександр | «Динамо»           | Вірт Юрій        | «Шахтар»  | Лавренцов Олександр   | «Кривбас»           |
| Правий захисник          | Лужний Олег           | «Динамо» «Арсенал» | Парфьонов Дмитро | «Спартак» | Старостяк Михайло     | «Шахтар»            |
| Центральний захисник     | Ващук Владислав       | «Динамо»           | Мізін Сергій     | «Карпати» | Аніщенко Андрій       | «Кривбас»           |
| Центральний захисник     | Головко Олександр     | «Динамо»           | Попов Сергій     | «Шахтар»  | Федоров Сергій        | «Динамо»            |
| Лівий захисник           | Микитин Володимир     | «Шахтар»           | Дмитрулін Юрій   | «Динамо»  | Грановський Олександр | «Кривбас»           |
| Правий півзахисник       | Костюк Ігор           | «Ворскла»          | Кардаш Василь    | «Динамо»  | Зубов Геннадій        | «Шахтар»            |
| Опорний півзахисник      | Максимов Юрій         | «Вердер»           | Гусін Андрій     | «Динамо»  | Ковальов Сергій       | «Шахтар»            |
| Атакувальний півзахисник | Мороз Геннадій        | «Кривбас»          | Кандауров Сергій | «Бенфіка» | Цихмейструк Едуард    | ЦСКА                |
| Лівий півзахисник        | Косовський Віталій    | «Динамо»           | Максимюк Роман   | «Зеніт»   | Орбу Геннадій         | «Шахтар»            |
| Нападник                 | Шевченко Андрій       | «Динамо» «Мілан»   | Скаченко Сергій  | «Торпедо» | Мазяр Володимир       | «Ворскла» «Динамо»  |
| Нападник                 | Ребров Сергій         | «Динамо»           | Гецко Іван       | «Карпати» | Паляниця Олександр    | «Карпати» «Кривбас» |

## 2000
| Позиція                  | № 1                | № 1           | № 2                    | № 2                  | № 3                 | № 3                         |
| Позиція                  | Футболіст          | Клуб          | Футболіст              | Клуб                 | Футболіст           | Клуб                        |
| ------------------------ | ------------------ | ------------- | ---------------------- | -------------------- | ------------------- | --------------------------- |
| Воротар                  | Вірт Юрій          | «Шахтар»      | Шовковський Олександр  | «Динамо»             | Левицький Максим    | «Чорноморець» «Сент-Етьєнн» |
| Правий захисник          | Лужний Олег        | «Арсенал»     | Парфьонов Дмитро       | «Спартак»            | Старостяк Михайло   | «Шахтар»                    |
| Центральний захисник     | Ващук Владислав    | «Динамо»      | Волосянко Микола       | «Металург» М ЦСКА    | Геращенко Володимир | «Дніпро»                    |
| Центральний захисник     | Головко Олександр  | «Динамо»      | Яксманицький Володимир | «Металург» Д         | Хома Ярослав        | «Шахтар»                    |
| Лівий захисник           | Дмитрулін Юрій     | «Динамо»      | Несмачний Андрій       | «Динамо»             | Шевчук В'ячеслав    | «Металург» З «Шахтар»       |
| Правий півзахисник       | Зубов Геннадій     | «Шахтар»      | Калініченко Максим     | «Спартак»            | Полтавець Валентин  | «Металург» З «Дніпро»       |
| Опорний півзахисник      | Гусін Андрій       | «Динамо»      | Тимощук Анатолій       | «Шахтар»             | Попов Сергій        | «Шахтар»                    |
| Атакувальний півзахисник | Цихмейструк Едуард | ЦСКА «Левскі» | Мороз Геннадій         | «Кривбас»            | Ткаченко Сергій     | ЦСКА                        |
| Лівий півзахисник        | Призетко Олександр | «Чорноморець» | Яшкін Артем            | «Динамо»             | Конюшенко Андрій    | «Металург» З                |
| Нападник                 | Шевченко Андрій    | «Мілан»       | Ателькін Сергій        | «Шахтар»             | Гецко Іван          | «Кривбас»                   |
| Нападник                 | Воробей Андрій     | «Шахтар»      | Ребров Сергій          | «Динамо» «Тоттенгем» | Бєлік Олексій       | «Шахтар»                    |

## 2001
| Позиція                  | № 1                 | № 1                  | № 2                   | № 2         | № 3                    | № 3                      |
| Позиція                  | Футболіст           | Клуб                 | Футболіст             | Клуб        | Футболіст              | Клуб                     |
| ------------------------ | ------------------- | -------------------- | --------------------- | ----------- | ---------------------- | ------------------------ |
| Воротар                  | Рева Віталій        | ЦСКА (Київ) «Динамо» | Левицький Максим      | «Спартак»   | Перхун Сергій          | ЦСКА                     |
| Правий захисник          | Старостяк Михайло   | «Шахтар»             | Дмитрулін Юрій        | «Динамо»    | Лужний Олег            | «Арсенал»                |
| Центральний захисник     | Ващук Владислав     | «Динамо»             | Геращенко Володимир   | «Дніпро»    | Волосянко Микола       | ЦСКА (Київ)              |
| Центральний захисник     | Головко Олександр   | «Динамо»             | Федоров Сергій        | «Динамо»    | Яксманицький Володимир | «Металург» Д             |
| Лівий захисник           | Несмачний Андрій    | «Динамо»             | Попов Сергій          | «Шахтар»    | Задорожний Сергій      | «Дніпро»                 |
| Правий півзахисник       | Зубов Геннадій      | «Шахтар»             | Пономаренко Володимир | «Кривбас»   | Валяєв Сергій          | «Дніпро»                 |
| Опорний півзахисник      | Гусін Андрій        | «Динамо»             | Тимощук Анатолій      | «Шахтар»    | Парфьонов Дмитро       | «Спартак»                |
| Атакувальний півзахисник | Воронін Андрій      | «Майнц»              | Закарлюка Сергій      | ЦСКА (Київ) | Валєєв Руслан          | «Де Графсхап» Дутінгем   |
| Лівий півзахисник        | Шищенко Сергій      | «Металург» Д         | Скрипник Віктор       | «Вердер»    | Співак Олександр       | «Зеніт»                  |
| Нападник                 | Шевченко Андрій     | «Мілан»              | Воробей Андрій        | «Шахтар»    | Пушкуца Віталій        | «Чорноморець» «Металіст» |
| Нападник                 | Мелащенко Олександр | «Динамо»             | Ребров Сергій         | «Тоттенгем» | Бєлік Олексій          | «Шахтар»                 |

## 2002
| Позиція                  | № 1                | № 1          | № 2                 | № 2                  | № 3                  | № 3                    |
| Позиція                  | Футболіст          | Клуб         | Футболіст           | Клуб                 | Футболіст            | Клуб                   |
| ------------------------ | ------------------ | ------------ | ------------------- | -------------------- | -------------------- | ---------------------- |
| Воротар                  | Рева Віталій       | «Динамо»     | Шутков Дмитро       | «Шахтар»             | Медін Микола         | «Дніпро»               |
| Правий захисник          | Лужний Олег        | «Арсенал»    | Старостяк Михайло   | «Шахтар»             | Парфьонов Дмитро     | «Спартак»              |
| Центральний захисник     | Мороз Геннадій     | «Дніпро»     | Шершун Богдан       | «Дніпро» ЦСКА        | Чернов Андрій        | «Карпати» «Арсенал»    |
| Центральний захисник     | Федоров Сергій     | «Динамо»     | Єзерський Володимир | «Дніпро»             | Матюхін Сергій       | «Кривбас» «Дніпро»     |
| Лівий захисник           | Скрипник Віктор    | «Вердер»     | Дмитрулін Юрій      | «Динамо»             | Несмачний Андрій     | «Динамо»               |
| Правий півзахисник       | Зубов Геннадій     | «Шахтар»     | Наконечний Микола   | «Борисфен» «Арсенал» | Ткаченко Сергій      | «Арсенал» «Металург» Д |
| Опорний півзахисник      | Тимощук Анатолій   | «Шахтар»     | Гусін Андрій        | «Динамо»             | Кормильцев Сергій    | «Торпедо»              |
| Атакувальний півзахисник | Калініченко Максим | «Спартак»    | Ротань Руслан       | «Дніпро»             | Полтавець Валентин   | «Дніпро» «Арсенал»     |
| Лівий півзахисник        | Шищенко Сергій     | «Металург» Д | Закарлюка Сергій    | «Металург» Д         | Серебренніков Сергій | «Динамо» «Брюгге»      |
| Нападник                 | Шевченко Андрій    | «Мілан»      | Венглінський Олег   | «Динамо» «Дніпро»    | Бєлік Олексій        | «Шахтар»               |
| Нападник                 | Воронін Андрій     | «Майнц»      | Воробей Андрій      | «Шахтар»             | Мусолітін Володимир  | «Кривбас»              |

## 2003
| Позиція                  | № 1                   | № 1      | № 2                 | № 2             | № 3                | № 3           |
| Позиція                  | Футболіст             | Клуб     | Футболіст           | Клуб            | Футболіст          | Клуб          |
| ------------------------ | --------------------- | -------- | ------------------- | --------------- | ------------------ | ------------- |
| Воротар                  | Шовковський Олександр | «Динамо» | Медін Микола        | «Дніпро»        | Руденко Віталій    | «Чорноморець» |
| Правий захисник          | Дмитрулін Юрій        | «Динамо» | Єзерський Володимир | «Дніпро»        | Гай Олексій        | «Шахтар»      |
| Центральний захисник     | Федоров Сергій        | «Динамо» | Матюхін Сергій      | «Дніпро»        | Шершун Богдан      | ЦСКА          |
| Лівий захисник           | Несмачний Андрій      | «Динамо» | Максимюк Роман      | «Дніпро»        | Радченко Олександр | «Дніпро»      |
| Правий півзахисник       | Гусєв Олег            | «Динамо» | Ребров Сергій       | «Фенербахче»    | Костишин Руслан    | «Дніпро»      |
| Опорний півзахисник      | Тимощук Анатолій      | «Шахтар» | Михайленко Дмитро   | «Дніпро»        | Гусін Андрій       | «Динамо»      |
| Атакувальний півзахисник | Рикун Олександр       | «Дніпро» | Мізін Сергій        | «Карпати»       | Бідненко Руслан    | «Борисфен»    |
| Лівий півзахисник        | Ротань Руслан         | «Дніпро» | Співак Олександр    | «Зеніт»         | Кірлік Андрій      | «Чорноморець» |
| Нападник                 | Венглінський Олег     | «Дніпро» | Косирін Олександр   | «Чорноморець»   | Кабанов Тарас      | «Карпати»     |
| Нападник                 | Шевченко Андрій       | «Мілан»  | Воронін Андрій      | «Майнц» «Кельн» | Бабич Костянтин    | «Іллічівець»  |
| Нападник                 | Воробей Андрій        | «Шахтар» | Балабанов Костянтин | «Чорноморець»   | Шищенко Сергій     | «Металург» Д  |

## 2004
| Позиція                  | № 1                   | № 1             | № 2                  | № 2               | № 3              | № 3           |
| Позиція                  | Футболіст             | Клуб            | Футболіст            | Клуб              | Футболіст        | Клуб          |
| ------------------------ | --------------------- | --------------- | -------------------- | ----------------- | ---------------- | ------------- |
| Воротар                  | Шовковський Олександр | «Динамо»        | Кернозенко В'ячеслав | «Дніпро»          | Рева Віталій     | «Динамо»      |
| Правий захисник          | Парфьонов Дмитро      | «Спартак»       | Старостяк Михайло    | «Шахтар» «Шинник» | Гай Олексій      | «Шахтар»      |
| Центральний захисник     | Русол Андрій          | «Дніпро»        | Чечер Вячеслав       | «Металург» Д      | Першин Олександр | «Арсенал»     |
| Центральний захисник     | Єзерський Володимир   | «Дніпро»        | Федоров Сергій       | «Динамо»          | Матюхін Сергій   | «Дніпро»      |
| Лівий захисник           | Несмачний Андрій      | «Динамо»        | Радченко Олександр   | «Дніпро»          | Шевчук В'ячеслав | «Шинник»      |
| Правий півзахисник       | Гусєв Олег            | «Динамо»        | Ткаченко Сергій      | «Металург» Д      | Костишин Руслан  | «Дніпро»      |
| Опорний півзахисник      | Тимощук Анатолій      | «Шахтар»        | Гусін Андрій         | «Динамо»          | Шелаєв Олег      | «Дніпро»      |
| Атакувальний півзахисник | Рикун Олександр       | «Дніпро»        | Назаренко Сергій     | «Дніпро»          | Закарлюка Сергій | «Іллічівець»  |
| Лівий півзахисник        | Ротань Руслан         | «Дніпро»        | Воробей Андрій       | «Шахтар»          | Кірлік Андрій    | «Чорноморець» |
| Нападник                 | Шевченко Андрій       | «Мілан»         | Косирін Олександр    | «Чорноморець»     | Бєлік Олексій    | «Шахтар»      |
| Нападник                 | Воронін Андрій        | «Кельн» «Байєр» | Венглінський Олег    | «Дніпро»          | Ящук Олег        | «Андерлехт»   |

## 2005
| Позиція                 | № 1                   | № 1                    | № 2                 | № 2                | № 3                | № 3                        |
| Позиція                 | Футболіст             | Клуб                   | Футболіст           | Клуб               | Футболіст          | Клуб                       |
| ----------------------- | --------------------- | ---------------------- | ------------------- | ------------------ | ------------------ | -------------------------- |
| Воротар                 | Шовковський Олександр | «Динамо»               | Старцев Максим      | «Таврія» «Кривбас» | Близнюк Ілля       | «Томь»                     |
| Правий захисник         | Гусєв Олег            | «Динамо»               | Радченко Олександр  | «Дніпро»           | Ткаченко Сергій    | «Металург» Д               |
| Центральний захисник    | Ващук Владислав       | «Чорноморець» «Динамо» | Русол Андрій        | «Дніпро»           | Чигринський Дмитро | «Металург» З               |
| Центральний захисник    | Федоров Сергій        | «Динамо»               | Єзерський Володимир | «Дніпро»           | Яценко Олександр   | «Динамо» ФК «Харків»       |
| Лівий захисник          | Несмачний Андрій      | «Динамо»               | Шевчук В'ячеслав    | «Дніпро» «Шахтар»  | Симоненко Сергій   | «Чорноморець»              |
| Правий півзахисник      | Ребров Сергій         | «Вест Хем» «Динамо»    | Калініченко Максим  | «Спартак»          | Воробей Андрій     | «Шахтар»                   |
| Центральний півзахисник | Тимощук Анатолій      | «Шахтар»               | Шелаєв Олег         | «Дніпро»           | Максимов Олександр | ФК «Харків»                |
| Центральний півзахисник | Гусін Андрій          | «Крилья Совєтов»       | Назаренко Сергій    | «Дніпро»           | Гай Олексій        | «Іллічівець»               |
| Лівий півзахисник       | Ротань Руслан         | «Дніпро» «Динамо»      | Шищенко Сергій      | «Металург» Д       | Співак Олександр   | «Зеніт»                    |
| Нападник                | Воронін Андрій        | «Байєр»                | Бєлік Олексій       | «Шахтар»           | Мілевський Артем   | «Динамо»                   |
| Нападник                | Шевченко Андрій       | «Мілан»                | Сачко Василь        | «Волинь»           | Косирін Олександр  | «Чорноморець» «Металург» Д |

## 2006
| Позиція                 | № 1                   | № 1             | № 2                  | № 2                 | № 3                  | № 3                 |
| Позиція                 | Футболіст             | Клуб            | Футболіст            | Клуб                | Футболіст            | Клуб                |
| ----------------------- | --------------------- | --------------- | -------------------- | ------------------- | -------------------- | ------------------- |
| Воротар                 | Шовковський Олександр | «Динамо»        | Пятов Андрій         | «Ворскла»           | Кернозенко В'ячеслав | «Дніпро»            |
| Правий захисник         | Єзерський Володимир   | «Дніпро»        | Свідерський Вячеслав | «Арсенал» «Шахтар»  | Ярмаш Григорій       | «Ворскла»           |
| Центральний захисник    | Русол Андрій          | «Дніпро»        | Кучер Олександр      | «Металіст» «Шахтар» | Яценко Олександр     | ФК «Харків»         |
| Центральний захисник    | Чигринський Дмитро    | «Шахтар»        | Шершун Богдан        | «Дніпро»            | Ващук Владислав      | «Динамо»            |
| Лівий захисник          | Несмачний Андрій      | «Динамо»        | Романчук Олександр   | «Арсенал»           | Симоненко Сергій     | «Чорноморець»       |
| Правий півзахисник      | Гусєв Олег            | «Динамо»        | Ярошенко Костянтин   | «Арсенал»           | Худоб'як Ігор        | «Карпати»           |
| Центральний півзахисник | Тимощук Анатолій      | «Шахтар»        | Шелаєв Олег          | «Дніпро»            | Михалик Тарас        | «Динамо»            |
| Центральний півзахисник | Назаренко Сергій      | «Дніпро»        | Ребров Сергій        | «Динамо»            | Рикун Олександр      | «Дніпро» «Металіст» |
| Лівий півзахисник       | Калініченко Максим    | «Спартак»       | Левченко Євген       | «Гронінген»         | Ротань Руслан        | «Дніпро»            |
| Нападник                | Воронін Андрій        | «Байєр»         | Мілевський Артем     | «Динамо»            | Гладкий Олександр    | ФК «Харків»         |
| Нападник                | Шевченко Андрій       | «Мілан» «Челсі» | Бєлік Олексій        | «Шахтар»            | Фомін Руслан         | «Металіст»          |

## 2007
| Позиція                  | № 1                  | № 1                 | № 2                   | № 2                  | № 3               | № 3                 |
| Позиція                  | Футболіст            | Клуб                | Футболіст             | Клуб                 | Футболіст         | Клуб                |
| ------------------------ | -------------------- | ------------------- | --------------------- | -------------------- | ----------------- | ------------------- |
| Воротар                  | Кернозенко В'ячеслав | «Дніпро»            | Шовковський Олександр | «Динамо»             | Пятов Андрій      | «Ворскла» «Шахтар»  |
| Правий захисник          | Єзерський Володимир  | «Дніпро» «Шахтар»   | Гай Олексій           | «Шахтар»             | Ярмаш Григорій    | «Ворскла»           |
| Центральний захисник     | Русол Андрій         | «Дніпро»            | Чигринський Дмитро    | «Шахтар»             | Шершун Богдан     | «Дніпро»            |
| Центральний захисник     | Грицай Олександр     | «Дніпро»            | Кучер Олександр       | «Шахтар»             | Березовчук Андрій | «Металіст»          |
| Лівий захисник           | Несмачний Андрій     | «Динамо»            | Романчук Олександр    | «Дніпро» «Арсенал»   | Пашаєв Максим     | «Дніпро» «Кривбас»  |
| Правий півзахисник       | Гусєв Олег           | «Динамо»            | Серебренніков Сергій  | «Серкль»             | Худоб'як Ігор     | «Карпати»           |
| Опорний півзахисник      | Тимощук Анатолій     | «Зеніт»             | Шелаєв Олег           | «Дніпро»             | Михалик Тарас     | «Динамо»            |
| Атакувальний півзахисник | Назаренко Сергій     | «Дніпро»            | Рикун Олександр       | «Металіст»           | Кравченко Сергій  | «Ворскла»           |
| Лівий півзахисник        | Калініченко Максим   | «Спартак»           | Пилипчук Сергій       | «Спартак» Нч         | Льопа Дмитро      | «Дніпро»            |
| Нападник                 | Воронін Андрій       | «Байєр» «Ліверпуль» | Воробей Андрій        | «Шахтар» «Дніпро»    | Гоменюк Володимир | «Таврія»            |
| Нападник                 | Шевченко Андрій      | «Челсі»             | Гладкий Олександр     | ФК «Харків» «Шахтар» | Фомін Руслан      | «Шахтар» «Металіст» |

## 2008
| Позиція                  | № 1                | № 1                | № 2               | № 2                   | № 3                 | № 3                        |
| Позиція                  | Футболіст          | Клуб               | Футболіст         | Клуб                  | Футболіст           | Клуб                       |
| ------------------------ | ------------------ | ------------------ | ----------------- | --------------------- | ------------------- | -------------------------- |
| Воротар                  | Пятов Андрій       | «Шахтар»           | Богуш Станіслав   | «Металург» З «Динамо» | Горяїнов Олександр  | «Металіст»                 |
| Правий захисник          | Ярмаш Григорій     | «Ворскла»          | Мандзюк Віталій   | «Динамо» «Арсенал»    | Єзерський Володимир | «Шахтар»                   |
| Центральний захисник     | Чигринський Дмитро | «Шахтар»           | Чечер Вячеслав    | «Металург» Д          | Іщенко Микола       | «Карпати» «Шахтар»         |
| Центральний захисник     | Михалик Тарас      | «Динамо»           | Кучер Олександр   | «Шахтар»              | Русол Андрій        | «Дніпро»                   |
| Лівий захисник           | Пашаєв Максим      | «Кривбас» «Дніпро» | Шевчук В'ячеслав  | «Шахтар»              | Симоненко Сергій    | «Арсенал»                  |
| Правий півзахисник       | Назаренко Сергій   | «Дніпро»           | Олійник Денис     | «Динамо» «Арсенал»    | Кулаков Денис       | «Ворскла»                  |
| Опорний півзахисник      | Тимощук Анатолій   | «Зеніт»            | Слюсар Валентин   | «Металіст»            | Левченко Євген      | «Гронінген»                |
| Атакувальний півзахисник | Кравченко Сергій   | «Ворскла»          | Алієв Олександр   | «Динамо»              | Валяєв Сергій       | «Металіст»                 |
| Лівий півзахисник        | Ребров Сергій      | «Рубін»            | Голайдо Денис     | «Таврія»              | Годін Олексій       | «Металург» З               |
| Нападник                 | Селезньов Євген    | «Арсенал» «Шахтар» | Гоменюк Володимир | «Таврія»              | Косирін Олександр   | «Металург» Д «Чорноморець» |
| Нападник                 | Мілевський Артем   | «Динамо»           | Девіч Марко       | «Металіст»            | Шевченко Андрій     | «Челсі» «Мілан»            |

## 2009
| Позиція                  | № 1                | № 1                  | № 2                   | № 2                      | № 3                | № 3               |
| Позиція                  | Футболіст          | Клуб                 | Футболіст             | Клуб                     | Футболіст          | Клуб              |
| ------------------------ | ------------------ | -------------------- | --------------------- | ------------------------ | ------------------ | ----------------- |
| Воротар                  | Пятов Андрій       | «Шахтар»             | Шовковський Олександр | «Динамо»                 | Горяїнов Олександр | «Металіст»        |
| Правий захисник          | Кобін Василь       | «Карпати» «Шахтар»   | Федецький Артем       | «Шахтар» «Карпати»       | Ярмаш Григорій     | «Ворскла»         |
| Центральний захисник     | Чигринський Дмитро | «Шахтар» «Барселона» | Кучер Олександр       | «Шахтар»                 | Чеснаков Володимир | «Ворскла»         |
| Центральний захисник     | Хачеріді Євген     | «Динамо»             | Михалик Тарас         | «Динамо»                 | Чечер Вячеслав     | «Металург» Д      |
| Лівий захисник           | Ракіцький Ярослав  | «Шахтар»             | Ощипко Ігор           | «Карпати»                | Шевчук В'ячеслав   | «Шахтар»          |
| Правий півзахисник       | Кулаков Денис      | «Ворскла»            | Гусєв Олег            | «Динамо»                 | Кожанов Денис      | «Карпати»         |
| Опорний півзахисник      | Ротань Руслан      | «Дніпро»             | Гай Олексій           | «Шахтар»                 | Тимощук Анатолій   | «Зеніт» «Баварія» |
| Атакувальний півзахисник | Назаренко Сергій   | «Дніпро»             | Шевченко Андрій       | «Мілан» «Челсі» «Динамо» | Рикун Олександр    | «Металіст»        |
| Лівий півзахисник        | Олійник Денис      | «Металіст»           | Яковенко Олександр    | «Андерлехт» «Вестерло»   | Ярмоленко Андрій   | «Динамо»          |
| Нападник                 | Селезньов Євген    | «Дніпро» «Шахтар»    | Ковпак Олександр      | «Таврія»                 | Сачко Василь       | «Ворскла»         |
| Нападник                 | Мілевський Артем   | «Динамо»             | Кузнецов Сергій       | «Карпати»                | Гоменюк Володимир  | «Дніпро»          |

## 2010
| Позиція                  | № 1                | № 1                     | № 2              | № 2                  | № 3                | № 3                     |
| Позиція                  | Футболіст          | Клуб                    | Футболіст        | Клуб                 | Футболіст          | Клуб                    |
| ------------------------ | ------------------ | ----------------------- | ---------------- | -------------------- | ------------------ | ----------------------- |
| Воротар                  | Пятов Андрій       | «Шахтар» Д              | Дикань Андрій    | «Терек» «Спартак» М  | Коваль Максим      | «Металург» З «Динамо» К |
| Правий захисник          | Федецький Артем    | «Карпати» Л             | Бутко Богдан     | «Шахтар» Д «Волинь»  | Мандзюк Віталій    | «Дніпро» Д              |
| Центральний захисник     | Чигринський Дмитро | «Барселона» «Шахтар» Д  | Русол Андрій     | «Дніпро» Д           | Пластун Ігор       | «Оболонь»               |
| Центральний захисник     | Ракицький Ярослав  | «Шахтар» Д              | Михалик Тарас    | «Динамо» К           | Чеберячко Євген    | «Дніпро» Д              |
| Лівий захисник           | Романчук Олександр | «Арсенал» К «Металіст»  | Селін Євген      | «Металіст» «Ворскла» | Польовий Володимир | «Металург» З            |
| Правий півзахисник       | Кулаков Денис      | «Ворскла»               | Гусєв Олег       | «Динамо» К           | Кожанов Денис      | «Карпати» Л             |
| Опорний півзахисник      | Степаненко Тарас   | «Металург» З «Шахтар» Д | Тимощук Анатолій | «Баварія»            | Ротань Руслан      | «Дніпро» Д              |
| Атакувальний півзахисник | Алієв Олександр    | «Локомотив» М           | Худоб'як Ігор    | «Карпати» Л          | Назаренко Сергій   | «Дніпро» Д              |
| Лівий півзахисник        | Коноплянка Євген   | «Дніпро» Д              | Ярмоленко Андрій | «Динамо» К           | Олійник Денис      | «Металіст»              |
| Нападник                 | Селезньов Євген    | «Дніпро» Д              | Шевченко Андрій  | «Динамо» К           | Павлов Євген       | «Волинь»                |
| Нападник                 | Девіч Марко        | «Металіст»              | Мілевський Артем | «Динамо» К           | Ковпак Олександр   | «Таврія»                |

## 2011
| Позиція                  | № 1                   | № 1                   | № 2                | № 2                  | № 3              | № 3                     |
| Позиція                  | Футболіст             | Клуб                  | Футболіст          | Клуб                 | Футболіст        | Клуб                    |
| ------------------------ | --------------------- | --------------------- | ------------------ | -------------------- | ---------------- | ----------------------- |
| Воротар                  | Шовковський Олександр | «Динамо» К            | Дикань Андрій      | «Спартак» М          | Рибка Олександр  | «Оболонь» «Шахтар» Д    |
| Правий захисник          | Бутко Богдан          | «Волинь» «Іллічівець» | Федецький Артем    | «Карпати» Л          | Мандзюк Віталій  | «Дніпро» Д              |
| Центральний захисник     | Кучер Олександр       | «Шахтар» Д            | Чигринський Дмитро | «Шахтар» Д           | Чечер В'ячеслав  | «Металург» Д            |
| Центральний захисник     | Ракицький Ярослав     | «Шахтар» Д            | Михалик Тарас      | «Динамо» К           | Петров Кирило    | «Кривбас»               |
| Лівий захисник           | Селін Євген           | «Ворскла»             | Шевчук В'ячеслав   | «Шахтар» Д           | Пшеничних Сергій | «Металіст»              |
| Правий півзахисник       | Гусєв Олег            | «Динамо» К            | Кулаков Денис      | «Ворскла» «Дніпро» Д | Олійник Денис    | «Металіст» «Дніпро» Д   |
| Опорний півзахисник      | Тимощук Анатолій      | «Баварія»             | Ротань Руслан      | «Дніпро» Д           | Гармаш Денис     | «Динамо» К              |
| Атакувальний півзахисник | Назаренко Сергій      | «Дніпро» Д «Таврія»   | Безус Роман        | «Ворскла»            | Алієв Олександр  | «Динамо» К              |
| Лівий півзахисник        | Ярмоленко Андрій      | «Динамо» К            | Коноплянка Євген   | «Дніпро» Д           | Ребенок Павло    | «Чорноморець» «Ворскла» |
| Нападник                 | Девіч Марко           | «Металіст»            | Шевченко Андрій    | «Динамо» К           | Селезньов Євген  | «Дніпро» Д «Шахтар» Д   |
| Нападник                 | Воронін Андрій        | «Динамо» М            | Мілевський Артем   | «Динамо» К           | Шиндер Антон     | «Таврія»                |

## 2012
| Позиція                  | № 1              | № 1                   | № 2                | № 2                       | № 3               | № 3                   |
| Позиція                  | Футболіст        | Клуб                  | Футболіст          | Клуб                      | Футболіст         | Клуб                  |
| ------------------------ | ---------------- | --------------------- | ------------------ | ------------------------- | ----------------- | --------------------- |
| Воротар                  | П'ятов Андрій    | «Шахтар» Д            | Горяїнов Олександр | «Металіст»                | Коваль Максим     | «Динамо» К            |
| Правий захисник          | Мандзюк Віталій  | «Дніпро» Д            | Бутко Богдан       | «Іллічівець»              | Сімінін Сергій    | «Волинь» Л            |
| Центральний захисник     | Кучер Олександр  | «Шахтар» Д            | Березовчук Андрій  | «Металіст»                | Воловик Олександр | «Металург» Д          |
| Центральний захисник     | Хачеріді Євген   | «Динамо» К            | Ракицький Ярослав  | «Шахтар» Д                | Чеберячко Євген   | «Дніпро» Д            |
| Лівий захисник           | Селін Євген      | «Ворскла»             | Польовий Володимир | «Арсенал» К               | Пшеничних Сергій  | «Металіст»            |
| Правий півзахисник       | Ярмоленко Андрій | «Динамо» К            | Гусєв Олег         | «Динамо» К                | Федотов Віталій   | «Іллічівець»          |
| Опорний півзахисник      | Ротань Руслан    | «Дніпро» Д            | Тимощук Анатолій   | «Баварія»                 | Гармаш Денис      | «Динамо» К            |
| Атакувальний півзахисник | Безус Роман      | «Ворскла»             | Назаренко Сергій   | «Таврія»                  | Алієв Олександр   | «Динамо» К «Дніпро» Д |
| Лівий півзахисник        | Коноплянка Євген | «Дніпро» Д            | Яковенко Олександр | «Ауд-Геверле» «Андерлехт» | Ксьонз Павло      | «Карпати»             |
| Нападник                 | Шевченко Андрій  | «Динамо» К            | Зозуля Роман       | «Дніпро» Д                | Ковпак Олександр  | «Арсенал» К           |
| Нападник                 | Селезньов Євген  | «Шахтар» Д «Дніпро» Д | Девіч Марко        | «Металіст» «Шахтар» Д     | Шиндер Антон      | «Таврія»              |

## 2013
| Позиція                  | № 1              | № 1        | № 2               | № 2           | № 3                  | № 3                     |
| Позиція                  | Футболіст        | Клуб       | Футболіст         | Клуб          | Футболіст            | Клуб                    |
| ------------------------ | ---------------- | ---------- | ----------------- | ------------- | -------------------- | ----------------------- |
| Воротар                  | П'ятов Андрій    | «Шахтар» Д | Безотосний Дмитро | «Чорноморець» | Худжамов Рустам      | «Іллічівець»            |
| Правий захисник          | Федецький Артем  | «Дніпро» Д | Мандзюк Віталій   | «Дніпро» Д    | Ксьонз Павло         | «Карпати» «Металіст»    |
| Центральний захисник     | Кучер Олександр  | «Шахтар» Д | Чеберячко Євген   | «Дніпро» Д    | Чечер В'ячеслав      | «Металург» Д            |
| Центральний захисник     | Хачеріді Євген   | «Динамо» К | Ракицький Ярослав | «Шахтар» Д    | Ордець Іван          | «Іллічівець»            |
| Лівий захисник           | Шевчук В'ячеслав | «Шахтар» Д | Макаренко Євгеній | «Динамо» К    | Путівцев Артем       | «Іллічівець»            |
| Правий півзахисник       | Ярмоленко Андрій | «Динамо» К | Гусєв Олег        | «Динамо» К    | Громов Артем         | «Ворскла»               |
| Опорний півзахисник      | Ротань Руслан    | «Дніпро» Д | Степаненко Тарас  | «Шахтар» Д    | Ковальчук Кирило     | «Чорноморець»           |
| Атакувальний півзахисник | Гармаш Денис     | «Динамо» К | Едмар             | «Металіст»    | Дедечко Денис        | «Кривбас» «Ворскла»     |
| Лівий півзахисник        | Коноплянка Євген | «Дніпро» Д | Рибалка Сергій    | «Слован» Л    | Хомченовський Дмитро | «Зоря»                  |
| Нападник                 | Девіч Марко      | «Металіст» | Безус Роман       | «Динамо» К    | Воронін Андрій       | «Фортуна» «Динамо» М    |
| Нападник                 | Зозуля Роман     | «Дніпро» Д | Селезньов Євген   | «Дніпро» Д    | Антонов Олексій      | «Кривбас» «Чорноморець» |

## 2014
| Позиція                  | № 1              | № 1        | № 2                   | № 2                     | № 3                | № 3                 |
| Позиція                  | Футболіст        | Клуб       | Футболіст             | Клуб                    | Футболіст          | Клуб                |
| ------------------------ | ---------------- | ---------- | --------------------- | ----------------------- | ------------------ | ------------------- |
| Воротар                  | П'ятов Андрій    | «Шахтар» Д | Шовковський Олександр | «Динамо» К              | Бойко Денис        | «Дніпро» Д          |
| Правий захисник          | Федецький Артем  | «Дніпро» Д | Морозюк Микола        | «Металург» Д            | Каменюка Микита    | «Зоря»              |
| Центральний захисник     | Кучер Олександр  | «Шахтар» Д | Ракицький Ярослав     | «Шахтар» Д              | Пилявський Андрій  | «Маккабі» Х «Зоря»  |
| Центральний захисник     | Хачеріді Євген   | «Динамо» К | Ордець Іван           | «Іллічівець» «Шахтар» Д | Чеберячко Євген    | «Дніпро» Д          |
| Лівий захисник           | Шевчук В'ячеслав | «Шахтар» Д | Макаренко Євгеній     | «Динамо» К              | Костевич Володимир | «Карпати» Л         |
| Правий півзахисник       | Ярмоленко Андрій | «Динамо» К | Ксьонз Павло          | «Металіст» «Карпати» Л  | Гусєв Олег         | «Динамо» К          |
| Опорний півзахисник      | Ротань Руслан    | «Дніпро» Д | Рибалка Сергій        | «Слован» Л «Динамо» К   | Едмар              | «Металіст»          |
| Опорний півзахисник      | Степаненко Тарас | «Шахтар» Д | Ковальчук Кирило      | «Чорноморець»           | Малишев Максим     | «Зоря»              |
| Лівий півзахисник        | Коноплянка Євген | «Дніпро» Д | Хомченовський Дмитро  | «Зоря»                  | Громов Артем       | «Ворскла»           |
| Атакувальний півзахисник | Сидорчук Сергій  | «Динамо» К | Маліновський Руслан   | «Зоря»                  | Олійник Денис      | «Дніпро» Д «Вітесс» |
| Нападник                 | Кравець Артем    | «Динамо» К | Гладкий Олександр     | «Карпати» Л «Шахтар» Д  | Будківський Пилип  | «Зоря»              |

## 2015
| Позиція                  | № 1               | № 1                  | № 2                 | № 2                     | № 3                   | № 3                      |
| Позиція                  | Футболіст         | Клуб                 | Футболіст           | Клуб                    | Футболіст             | Клуб                     |
| ------------------------ | ----------------- | -------------------- | ------------------- | ----------------------- | --------------------- | ------------------------ |
| Воротар                  | П'ятов Андрій     | «Шахтар» Д           | Бойко Денис         | «Дніпро» Д              | Шовковський Олександр | «Динамо» К               |
| Правий захисник          | Федецький Артем   | «Дніпро» Д           | Морозюк Микола      | «Металург» Д «Динамо» К | Лучкевич Валерій      | «Дніпро» Д               |
| Центральний захисник     | Ракицький Ярослав | «Шахтар» Д           | Пилявський Андрій   | «Зоря»                  | Вернидуб Віталій      | «Зоря» «Габала»          |
| Центральний захисник     | Хачеріді Євген    | «Динамо» К           | Кучер Олександр     | «Шахтар» Д              | Ордець Іван           | «Шахтар» Д               |
| Лівий захисник           | Шевчук В'ячеслав  | «Шахтар» Д           | Каменюка Микита     | «Зоря»                  | Костевич Володимир    | «Карпати» Л              |
| Правий півзахисник       | Ярмоленко Андрій  | «Динамо» К           | Караваєв Олександр  | «Зоря»                  | Калітвінцев Владислав | «Динамо» К «Чорноморець» |
| Опорний півзахисник      | Рибалка Сергій    | «Динамо» К           | Степаненко Тарас    | «Шахтар» Д              | Федорчук Валерій      | «Дніпро» Д               |
| Опорний півзахисник      | Гармаш Денис      | «Динамо» К           | Сидорчук Сергій     | «Динамо» К              | Малишев Максим        | «Зоря»                   |
| Лівий півзахисник        | Коноплянка Євген  | «Дніпро» Д «Севілья» | Гусєв Олег          | «Динамо» К              | Петряк Іван           | «Зоря»                   |
| Атакувальний півзахисник | Ротань Руслан     | «Дніпро» Д           | Маліновський Руслан | «Зоря»                  | Буяльський Віталій    | «Динамо» К               |
| Нападник                 | Селезньов Євген   | «Дніпро» Д           | Кравець Артем       | «Динамо» К              | Будківський Пилип     | «Зоря»                   |

## 2016
| Позиція                  | № 1                | № 1                   | № 2                   | № 2                     | № 3                | № 3                  |
| Позиція                  | Футболіст          | Клуб                  | Футболіст             | Клуб                    | Футболіст          | Клуб                 |
| ------------------------ | ------------------ | --------------------- | --------------------- | ----------------------- | ------------------ | -------------------- |
| Воротар                  | П'ятов Андрій      | «Шахтар» Д            | Шовковський Олександр | «Динамо» К              | Шевченко Микита    | «Зоря» «Шахтар» Д    |
| Правий захисник          | Бутко Богдан       | «Амкар» «Шахтар» Д    | Федецький Артем       | «Дніпро» Д              | Каменюка Микита    | «Зоря»               |
| Центральний захисник     | Ракицький Ярослав  | «Шахтар» Д            | Ордець Іван           | «Шахтар» Д              | Путівцев Артем     | «Термаліка Брук-Бет» |
| Центральний захисник     | Хачеріді Євген     | «Динамо» К            | Кучер Олександр       | «Шахтар» Д              | Чигринський Дмитро | «Дніпро» Д «АЕК»     |
| Лівий захисник           | Соболь Едуард      | «Металіст» «Зоря»     | Шевчук В'ячеслав      | «Шахтар» Д              | Макаренко Євгеній  | «Динамо» К           |
| Правий півзахисник       | Ярмоленко Андрій   | «Динамо» К            | Караваєв Олександр    | «Зоря»                  | Лучкевич Валерій   | «Дніпро» Д           |
| Опорний півзахисник      | Степаненко Тарас   | «Шахтар» Д            | Рибалка Сергій        | «Динамо» К              | Малишев Максим     | «Шахтар» Д           |
| Опорний півзахисник      | Зінченко Олександр | «Уфа» «ПСВ»           | Сидорчук Сергій       | «Динамо» К              | Ротань Руслан      | «Дніпро» Д           |
| Лівий півзахисник        | Коноплянка Євген   | «Севілья» «Шальке 04» | Петряк Іван           | «Зоря»                  | Циганков Віктор    | «Динамо» К           |
| Атакувальний півзахисник | Коваленко Віктор   | «Шахтар» Д            | Гармаш Денис          | «Динамо» К              | Шахов Євген        | «Дніпро» Д «ПАОК»    |
| Нападник                 | Кравець Артем      | «Штутгарт» «Гранада»  | Зозуля Роман          | «Дніпро» Д «Реал Бетіс» | Яремчук Роман      | «Олександрія»        |